# 가평 대원사 석조비로자나불좌상
가평 대원사 석조비로자나불좌상(加平 大願寺 石造毘盧舍那佛座像))은 대한민국 경기도 가평군 북면 대원사에 있는 불상이다. 2010년 3월 23일 경기도의 문화재자료 제158호로 지정되었다.

## 개요
현재까지 경기도내 조사된 석조비로자나불좌상은 평택 심복사 불상과 안성 운수암 불상밖에 없고 나말여초에 제작된 중부지역 석불 연구에 중요한 자료이다.

## 참고 문헌
- 가평 대원사 석조비로자나불좌상 - 국가유산청 국가유산포털